# Muilla
Muilla är ett släkte av sparrisväxter. Muilla ingår i familjen sparrisväxter.
Kladogram enligt Catalogue of Life:
| Muilla | \| \| Muilla coronata \| \| \| \| \| \| Muilla maritima \| \| \| \| \| \| Muilla transmontana \| \| \| \| |
|        | \| \| Muilla coronata \| \| \| \| \| \| Muilla maritima \| \| \| \| \| \| Muilla transmontana \| \| \| \| |
|        | Muilla coronata                                                                                           |
|        | |
|        | Muilla maritima                                                                                           |
|        | |
|        | Muilla transmontana                                                                                       |
|        | |

## Bildgalleri

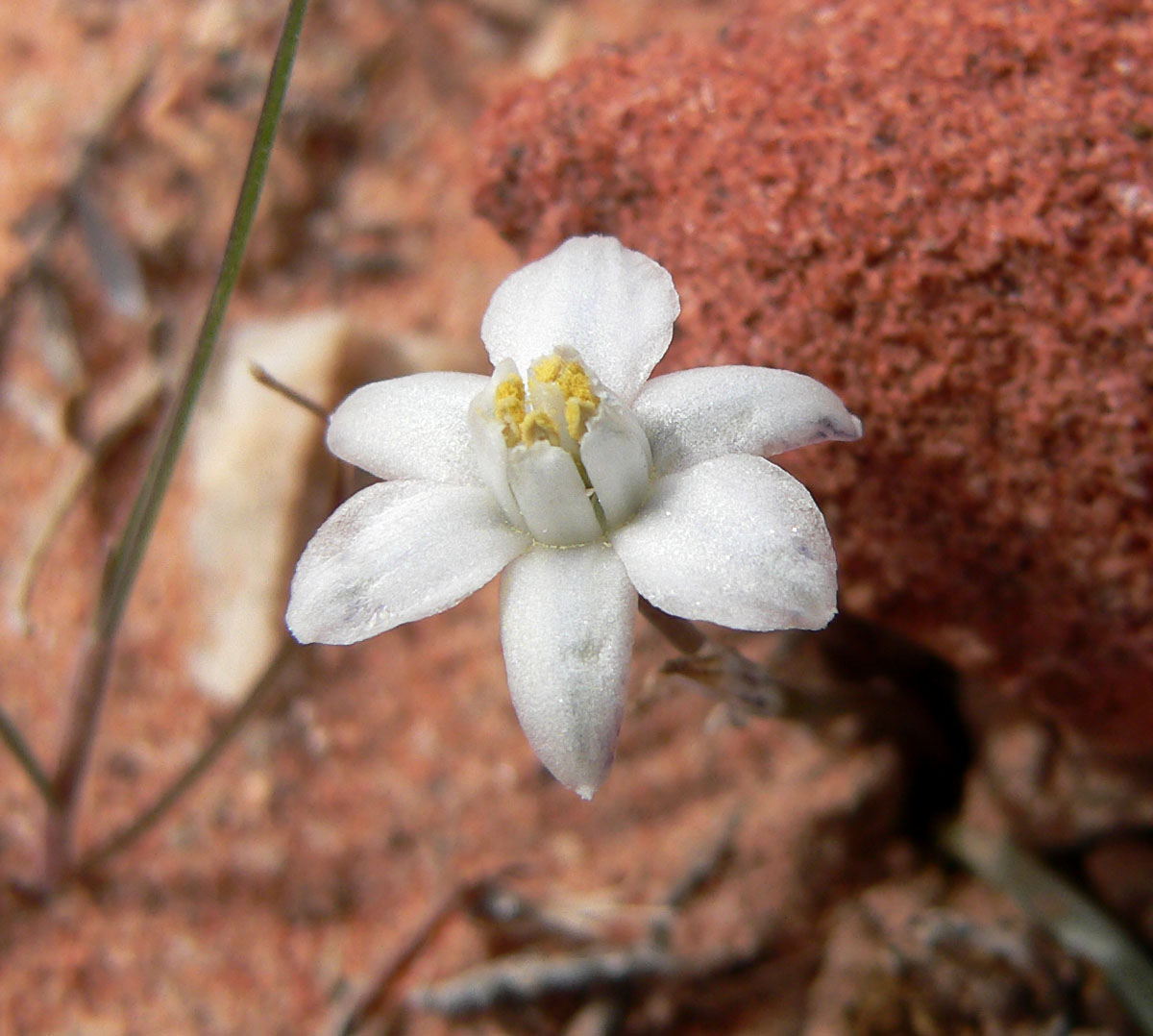